# 薔薇の詩
『薔薇の詩』（ばらのうた）は爆弾教本。
「中南米ゲリラ戦士セルバンテス」と称する著者によるもので、ダイナマイト、黒色火薬、ピクリン酸の取扱い方法や時限装置の作り方などを図入りで説明し、爆弾の製造方法が解説されている。1968年、新左翼系出版物を扱う書店で販売され、新左翼系革命組織が買い求めた。東京における過激派の爆弾闘争で1971年には38件の爆弾闘争があり、そのうち24件で合計26個の爆弾が実際に爆発し52人が死傷したが、それらの爆弾は「薔薇の詩」を参考に作られたと考えられている。